# Eugenia wullschlaegeliana
Eugenia wullschlaegeliana är en myrtenväxtart som beskrevs av Gerda Jane Hillegonda Amshoff. Eugenia wullschlaegeliana ingår i släktet Eugenia och familjen myrtenväxter. Inga underarter finns listade i Catalogue of Life.